# Leucopis
Leucopis is een geslacht van vliegen uit de familie van de Chamaemyiidae. De wetenschappelijke naam van dit geslacht is voor het eerst geldig gepubliceerd in 1830 door Johann Wilhelm Meigen.
Leucopis is veruit het grootste en meest voorkomende geslacht uit de familie. De volwassen vliegen van verschillende soorten zijn vaak moeilijk van elkaar te onderscheiden omdat ze erg klein zijn en vrij uniform van uiterlijk.
De larven van Chamaemyiidae, en dus ook van Leucopis, zijn predatoren van Homoptera. Sommige soorten vallen kolonies aan van bladluizen die door mieren worden beschermd omwille van hun honingdauw. De luizen in deze kolonies leven dicht opeen en bewegen niet erg snel, zodat de kleine (minder dan 4 mm lange) larven van Leucopis ze toch kunnen vangen. Volwassen vliegen blijven in de buurt van de luizenkolonies en blijken zich te voeden met de honingdauw die de luizen hebben afgescheiden op bladeren.